# NGC 5614
NGC 5614 је спирална галаксија у сазвежђу Волар која се налази на NGC листи објеката дубоког неба.
Деклинација објекта је + 34° 51' 33" а ректасцензија 14h 24m 7,3s. Привидна величина (магнитуда) објекта NGC 5614 износи 11,7 а фотографска магнитуда 12,5. NGC 5614 је још познат и под ознакама UGC 9226, MCG 6-32-22, CGCG 192-14, ARP 178, VV 77, IRAS 14220+3505, PGC 51439.